# فضای پشت‌شرمگاهی
فضای پشت‌شرمگاهی (انگلیسی: Retropubic space) یک فضای بالقوه و بدون رگ خونی است که میان التصاق شرمگاهی (سمفیز پوبیس) و مثانه قرار دارد. این فضا از نوع فضای پیش‌صفاقی است، که در پشت نیام عرضی و در جلوی صفاق جای گرفته است.
نام‌های دیگر این فضا عبارت‌اند از «غار رتزیوس» یا «فضای رتزیوس»، که به افتخار کالبدشناس سوئدی آندرس رتزیوس (۱۸۶۰–۱۷۹۶) نام‌گذاری شده است.
این فضا نقطهٔ ارجاع مهمی در برخی از جراحی‌های پزشکی زنان و اورولوژی به‌شمار می‌رود.

## ساختار
این فضا در ناحیهٔ لگن جای دارد و توسط ساختارهای زیر محدود شده است:
- جلو: التصاق شرمگاهی
- پهلوها: شاخه‌های شرمگاهی و ماهیچه سدادی درونی
- پشت: مثانه
- کف: واژن (در زنان) و پیشاب‌راه

## کارکرد
فضای پشت‌شرمگاهی یک فضای بالقوه است.

### فشار درون‌حفره‌ای
این فضا مستقیماً مجاور حفره شکمی است، از این رو با تغییر فشار درون شکمی تحت تأثیر قرار می‌گیرد و این مسئله بر فیزیولوژی ادرار کردن و کنترل ادرار اثر می‌گذارد. به‌طور معمول، فشار شکم بین ۵ تا ۷ میلی‌متر جیوه است و در برخی شرایط مانند بارداری یا چاقی ممکن است به‌صورت مزمن به ۱۰ تا ۱۵ میلی‌متر جیوه برسد. این فشار با شاخص توده بدنی و سابقهٔ جراحی‌های پیشین ارتباط زیادی دارد. در افراد چاق یا باردار، به این فشار بالا گاه «پرفشاری مزمن درون شکمی» گفته می‌شود. این فشار به فضای پشت‌شرمگاهی مجاور منتقل شده و می‌تواند بر ساختارهای درون آن تأثیر بگذارد.

## اهمیت بالینی
فضای پشت‌شرمگاهی یک نشانهٔ کالبدی در جراحی است که در چندین عمل جراحی پزشکی زنان و اورولوژی اهمیت دارد. دسترسی به این فضا از راه جدا کردن ماهیچه راست شکم در خط میانی و برش بافت‌ها به‌صورت بلانت (بدون تیغ) در جهت سمفیز پوبیس (کالبدشناسی) تا رسیدن به صفاق انجام می‌شود.
نمونه‌هایی از جراحی‌هایی که شامل این فضا می‌شوند:
- روش نوار حمایتی؛ نوارهای حمایتی نخستین خط درمان جراحی برای زنان مبتلا به بی‌اختیاری فشاری ادرار به‌شمار می‌روند[۵]
- اسفنکتر مصنوعی ادراری برای درمان برخی انواع بی‌اختیاری در مردان، نخستین گزینهٔ جراحی به‌شمار می‌رود[۵]
- تعلیق کولپو بورک (Burch colposuspension) یکی از روش‌های جراحی پشت‌شرمگاهی برای درمان بی‌اختیاری ادرار در زنان است[۱]